# Folwarki (województwo podkarpackie)
Folwarki – wieś w Polsce położona w województwie podkarpackim, w powiecie lubaczowskim, w gminie Cieszanów.
W latach 1975–1998 miejscowość administracyjnie należała do województwa przemyskiego.
Wierni Kościoła rzymskokatolickiego należą do parafii Parafia św. Wojciecha w Cieszanowie.

## Części wsi
| SIMC    | Nazwa                  | Rodzaj    |
| ------- | ---------------------- | --------- |
| 0600094 | Folwarki Cieszanowskie | część wsi |
| 0600102 | Folwarki Nowosielskie  | część wsi |

## Historia
Wieś została założona w 1674 roku jako osada będąca uposażeniem cieszanowskiego konwentu dominikanów. Od II połowy XIX wieku wieś była znana pod nazwą Folwarki Podominikańskie. W 1788 roku skasowano konwent dominikanów, a folwark w 1819 roku sprzedano. Na przełomie XIX i XX wieku wieś była znana jako Folwarki Nowosielskie, a w 1954 roku po regulacji granic Cieszanowa, po odłączeniu od miasta, powstała samodzielna wieś Folwarki.

## Oświata
Początki szkolnictwa w Folwarkach rozpoczęły się w 1895 roku, gdy powstała prywatna szkoła ewangelicka, której nauczycielem został Michał Trębicki. Przydatnym źródłem archiwalnym do poznawania historii szkolnictwa w Galicji są austriackie Szematyzmy Galicji i Lodomerii, które podają wykaz szkół ludowych, wraz z nazwiskami ich nauczycieli. Następnie w latach 1900-1903 była to szkoła "niezorganizowana" a w latach 1905-1914 szkoła eksponowana z planem szkoły 1-klasowej (Folwarki Nowosielskie ad Cieszanów).
Nauczyciele kierujący
1895–1898. Michał Trębecki.
1898–1899. posada nieobsadzona.
1899–1903. Michał Trębecki.
1905–1906. Maria Barówna.
1906–1907. Maria Kondzielawańska.
1907–1911. Marcela Troskiewiczowa.
1911–1912. Franciszek Mierniczak.
1912–1913. Józef Cieśkiewicz.
1913–1914. Maria Pasławska.